# Almaren
Almaren es un territorio ficticio que forma parte del legendarium creado por el escritor británico J. R. R. Tolkien y que aparece en la novela póstuma El Silmarillion. Fue la primera morada que los Valar y los Maiar tuvieron en el mundo de Arda tras haber terminado la creación del mismo, y se encontraba en la Tierra Media. Su nombre es quenya y puede traducirse como «bendecida».

## Historia
Se trataba de una isla ubicaba en el centro del gran mar interior de Helcar. La isla fue construida y colocada en ese lugar por el vala Aulë, después de que Ilúvatar les mostrara sus creaciones tras la Ainulindalë.
Fue tal la belleza de la creación que los valar eligieron esta isla para vivir y mientras andaban por toda la Tierra Media, creándola y dotándola de montes, ríos, árboles, etc., siempre volvían a Almaren a descansar. Allí se celebraron la boda de Tulkas y Nessa.
Precisamente durante la fiesta de la boda, Melkor creó la fortaleza de Utumno desde donde atacaría más tarde, destruyendo las Grandes Lámparas y provocando el gran cataclismo que obligaría a los valar a abandonar la Tierra Media y por ende la isla de Almaren, que desapareció cuando el mar interior fue vaciado por increíbles terremotos.
- Datos: Q2620849